# Scudetto (album)
Scudetto è il primo album in studio del cantante italiano Galeffi, pubblicato il 24 novembre 2017 per l'etichetta Maciste Dischi.

## Tracce
Testi e musiche di Galeffi.
1. Occhiaie – 3:23
2. Polistirolo – 3:05
3. Tazza di te – 2:25
4. Potter / Pedalò – 3:12
5. Quasi – 0:58
6. Camilla – 3:22
7. Puzzle – 3:06
8. Pensione – 2:28
9. Burattino – 4:13
10. Tottigol – 3:01